# Нойтраублінг
Нойтраублінг (нім. Neutraubling) — місто в Німеччині, розташоване в землі Баварія. Підпорядковується адміністративному округу Верхній Пфальц. Входить до складу району Регенсбург.
Площа — 12,00 км2. Населення становить 14 018 ос. (станом на 31 грудня 2020).